# STS-124
STS-124 (Полет ISS-1J) e сто двадесет и третата мисия на НАСА по програмата Спейс шатъл, тридесет и пети полет на совалката Дискавъри и двадесет и шести полет на совалка към Международната космическа станция (МКС). Това е втората от три планирани мисии за извеждане в космоса на компонентите на японския изследователски модул „Кибо“.

## Екипаж
| Пост                    | Астронавт |
| ----------------------- | --- |
| Командир                | Марк Кели трети космически полет |
| Пилот                   | Кенет Хем първи космически полет |
| Специалист на мисията 1 | Карън Найберг първи космически полет |
| Специалист на мисията 2 | Роналд Гаран първи космически полет |
| Специалист на мисията 3 | Майкъл Фосъм втори космически полет |
| Специалист на мисията 4 | Акихико Хошиде (JAXA) първи космически полет                                                                                               |
| Бординженер на МКС      | при старта: Грегъри Шамитоф (Експедиция 17) първи космически полет при приземяването: Гарет Райсмън (Експедиция 16) първи космически полет |

Първоначално в екипажа е включен Стивън Боуен, но по-късно той е включен в екипажа на совалката Индевър, мисия STS-126. На неговото място е включен астронавтът Майкъл Фосъм, което променя и членовете на екипажа, които излизат в открития космос.

## Полетът
Първоначално мисия STS-124 е планирана за совалката Атлантис, но поради разместването в програмата на полетите на НАСА през април 2007 г. е обявено, че ще се изпълни от совалката „Дискавъри“.
Основната цел на мисията е доставка на компонентите на произведения в Япония изследователски модул „Кибо“ – херметичен отсек (JEM PM, ЯЕМ-ХЕМ), опорно шаси и система за дистанционно манипулиране (JEM RMS, СДМ). Друга задача по време на полета е размяна на бординженера на МКС.
След успешния старт на 31 май, на 2 юни совалката успешно се скачва с МКС. На следващия ден се извършва първото излизане в открития космос, по време на което астронавтите Фосъм и Гаран подготвят модула за скачване с МКС и ремонтират устройството за ориентиране на слънчевите панели по Слънцето на ферма S3. На 4 юни се скачва със станцията модулът „Кибо“ – най-големият модул на станцията. На следващия ден астронавтите провеждат втора „космическа разходка“ за инсталиране на две видеокамери на новия модул и подготовка на системите за инсталиране на експерименталния товарен модул (ЕТМ). На 7 юни с помощта на Канадарм2 е преместена на мястото си т.нар. Външна експериментална платформа (ЯЕМ-ВЕП). Същия ден е активирана и Системата за дистанционно манипулиране (СДМ) (роботизираната ръка на модула). На 8 юни е проведена третата и последна за мисията „космическа разходка“, по време на която е заменен азотен резервоар от голямо значение за работата на климатичната система на станцията, намиращ се на ферма Р3 и е инсталирана нова камера (поради повреда на първоначално монтираната). На следващия ден завършват изпитанията на манипулатора на японския модул и е поставен на окончателната си позиция Херметизираният модул на Експерименталния товарен модул (ЕТМ-ХМ), доставен по време на мисия STS-123. На 11 юни совалката се отделя от станцията и започва подготовка за приземяване.
По препоръка на комисията, разследваща катастрофата на совалката „Колумбия“, в случай на повреда на совалката Дискавъри и невъзможност за безопасно завръщане на екипажа на Земята, се предвиждало той да остане на борда на МКС и да дочака спасителен полет STS-326 на совалката Индевър.
На 14 юни совалката каца успешно след близо двуседмична мисия в космоса в Космическия център „Кенеди“ във Флорида.

## Параметри на мисията
- Маса на совалката:
  - при старта: 122 072 кг
  - при приземяването: 92 220 кг
- Маса на полезния товар: 15 900 кг
- Перигей: 328 км
- Апогей: 307 км
- Инклинация: 51,6°
- Орбитален период: 91.0 мин

Скачване с „МКС“
- Скачване: 2 юни 2008, 18:03 UTC
- Разделяне: 11 юни 2008, 10:32 UTC
- Време в скачено състояние: 8 денонощия, 17 часа, 39 минути

### Космически разходки
| № | Участници                   | Начало               | Край                 | Продължителност  |
| - | --------------------------- | -------------------- | -------------------- | ---------------- |
| 1 | Роналд Гаран и Майкъл Фосъм | 3 юни 2008 16:22 UTC | 3 юни 2008 23:10 UTC | 6 часа 48 минути |
| 2 | Роналд Гаран и Майкъл Фосъм | 5 юни 2008 15:04 UTC | 5 юни 2008 22:15 UTC | 7 часа 11 минути |
| 3 | Роналд Гаран и Майкъл Фосъм | 8 юни 2008 13:55 UTC | 8 юни 2008 20:28 UTC | 6 часа 33 минути |

Това са съответно 66-, 67- и 68-о излизане в открития космос, свързано с МКС, 38-, 39- и 40-о излизане непосредствено от нея, 20-о излизане от американския модул „Куест“ в американски скафандри. Това са 4-, 5- и 6-о излизане в открития космос за Майкъл Фосъм и първи излизания за Роналд Гаран.

## Галерия
- Схема на модула „Кибо“
- Модулът „Кибо“ в монтажното хале
- Стартът
- Стартът (видеофайл)
- Обща снимка на двата екипажа на борда на МКС
- Скачването на модула за МКС
- Майкъл Фосъм по време на втората си космическа разходка
- Роналд Гаран по време на третата си космическа разходка
- МКС след мисия STS-124
- Совалката докосва площадката за кацане
- Краят на мисия STS-124